# Ріял Катару та Дубая
Ріял Катару та Дубая — колективна валюта еміратів Катар і Дубай у 1968-1973.

## Історія
У 1959-1966 у Катарі та Дубаї в обігу використовувалася рупія Перської затоки, що випускалася Резервним банком Індії. 21 березня 1966 Катар і Дубай уклали угоду про створення колективного емісійного органу та випуск колективної валюти, яка мала замінити рупію. У зв'язку з девальвацією в червні 1966 індійської рупії на 36,5% і девальвацією рупії Перської затоки князівства затоки, що послідувала за нею, відмовилися від використання рупії. Як тимчасову валюту введено саудівський ріал, обмін рупій на ріяли проводився протягом трьох днів у співвідношенні: 106,50 рупій = 100 ріялам.
18 вересня 1968 розпочато випуск ріяла Катару та Дубая. Обмін саудівських ріялів проводився у співвідношенні 100 саудівських ріалів = 106,50 ріялів Катару та Дубая. Ріял звертався також у князівствах Затоки, що увійшли незабаром до Об'єднаних Арабських Еміратів (крім емірату Абу-Дабі, де використовувався бахрейнський динар).
У зв'язку з рішенням Дубай (2 грудня 1971) увійти до складу Об'єднаних Арабських Еміратів Катар і Дубай розірвали угоду про діяльність спільної Валютної ради. У травні 1973 в Катарі ріял Катару та Дубаю було вилучено з обігу та замінено на катарський ріал у співвідношенні 1:1. У Дубаї та інших еміратах ОАЕ 18 травня 1973 введений дирхам ОАЕ, обмін також проводився 1:1.

## Монети та банкноти
Чеканились монети: бронзові в 1, 5, 10 дирхемів, мідно-нікелеві в 25, 50 дирхемів.
Випускалися банкноти в 1, 5, 10, 25, 50, 100 ріялів.